# Мустерс
Му́стерс (исп. Musters) — озеро Патагонского плоскогорья в Аргентине, расположено на территории департамента Сармьенто провинции Чубут. Площадь поверхности озера составляет 420 км², глубина озера — 35 метров. Высота водного зеркала 262 метра над уровнем моря.
Вместе с соседним озером Колуэ-Уапи лежит в котловине тектонического происхождения. Имеет продолговатую, вытянутую в меридиональном направлении, форму. С северо-западной стороны находится крупный залив Фальсо-Мустерс.
Климат окрестностей озера сухой, годовое количество осадков равно 100—200 мм, среднегодовая температура 8 °C с большой амплитудой колебаний в течение года, достигающей 70 °C. Ихтиофауна Мустерса представлена видами Percichthys trucha, Percichthys colhuapiensis, Oncorhynchus mykiss, Odontesthes bonariensis.
Из озера вода поступает по 150-километровому акведуку в город Комодоро-Ривадавия.
На восточном берегу озера, на побережье мелководного залива Лагуна-де-ла-Флеча, обнаружены материалы каменного века, свидетельствующие о заселении его берегов людьми 1400 лет назад.